# Szent László-templom (Debrecen)
A debreceni Szent László-templom a Debrecen-Nyíregyházi egyházmegyéhez tartozó domonkos plébániatemplom, amely 1982 és 1983 között épült fel a Füredi úton.

## Története
A domonkosok feltehetően a 13. században érkeztek Debrecenbe, amikor a rend térítő szerzeteseket küldött Magyarországra és a keletebbre lévő területekre a kunok és a mongolok térítésére. A helyi rendtartomány megalapításával a Bolognai Egyetem magyar származású jogtanárát, Magyar Boldog Pált bízták meg, aki négy társával érkezett Magyarországra. Főleg a keleti területeken a kunok között végeztek térítő munkát. Egyes források szerint a debreceni kolostorukat 1226-ban alapították, és ez a mai Református Kollégium helyén állhatott. 1326-os távozásuk után rendházukat ferencesek vették át.
A 13. században, a fejlődésnek indult Debrecenben már állt egy Szent László-templom. Az egykori Szentlászlófalvának (a mai Szappanos utca környékén) volt egy Szent László titulusú temploma, amelyet feltehetőleg a 13. század végén építettek. Az 1332-37-es pápai tizedjegyzék szerint ez a plébánia, illetve az ugyancsak debreceni Szent András-templom a legnagyobb plébániák közé tartozott a váradi püspökség területén. Az előbbi templom pusztulása után a Szent András-templomban volt egy Szent László-mellékoltár, és ez a templom volt a domonkosok temploma, illetve kolostoruk is a közelben – a mai Püspöki palota vagy a Kollégium környékén – lehetett. A domonkosok kb. 110 év után, máig tisztázatlan körülmények között több mint 600 évre elhagyták a várost.
A domonkosok és a ferencesek csak 1942-ben tértek vissza Debrecenbe. Tevékenységükhöz önálló plébániát is kaptak, a város egyetlen plébániájából, a Szent Anna plébániából leválasztották a Szent István-templomot és plébániát a ferenceseknek, és a Szent László-templomot és plébániát a domonkos rendnek. Utóbbihoz hozzácsatolták a józsai filiát is. A kinevezett domonkos és ferences atyák ünnepélyes beiktatására 1942. október 11-én, a Szent Anna-templomban került sor.
Még azon év novemberében hozzáfogtak a Károly Ferenc József (ma Füredi) út 6. szám alatt a domonkos rendház építéséhez, és 1943. január 7-én dr. Bánáss László prépost felszentelte a zárdát, amelyben egy szoba-kápolnát is berendeztek. 1943. március 14-én dr. Lindenberger János apostoli kormányzó megáldotta a megnagyobbított kápolnát. 1946-ban a rend telket vásárolt a Bem tér (akkori Magoss György tér) és a Hadházi utca sarkán. 1947-ben egy monumentális templom, kolostor és kultúrház építésével bízták meg Jost Ferencet, azonban a berendezkedő kommunista hatalom 1948 szeptemberében hozott kormányrendelete miatt a munkálatokat abba kellett hagyni. 1950-ben az Elnöki Tanács rendelete alapján a domonkos rendet megszüntették, a plébánia pedig az egyházmegyéhez került, és 1990-ig egyházmegyés plébániaként működött.
A templomépítés munkálatai 1950-ben leálltak, az elkövetkező évtizedek alatt a már meglévő falakat széthordták, de a Bem téren az alapok megmaradtak.
Az 1980-as évekre a kis kápolna korszerűtlenné vált a hívek számának növekedése miatt. Regős Gyula plébános és Marosi János atya, plébániai adminisztrátor Kálmán Ernő mérnök tervei alapján, Zsuga Miklós építész kivitelezésében hozzálátott a mai templom felépítéséhez. Alapkövét 1982. március 28-án tették le. 1983. június 26-án Udvardy József Szeged-Csanádi megyéspüspök szentelte fel. Szentelésére elkészült a harangláb is, ahova a Szent József nevű harang került. Ezt korábban a kassai domonkosok adományozták Debrecennek. A korábbi kápolnát hittanteremmé, pap- és kántorlakássá, valamint plébániai irodává alakították át.
A templom faragott díszítéseit Nagy Ferenc faragóművész készítette, ezeket 1986-ban, illetve 1988-ban állították fel. 1987 júniusában helyezték el a templomkertben Till Aranka szobrászművésznő Szent Lászlót ábrázoló mellszobrát. 1989-ben új plébánia és közösségi ház építése kezdődött meg Marosi János plébánosi jogkörrel rendelkező irodavezető irányításával.
1989 nyarán az Elnöki Tanács visszavonta az 1950-ben kiadott rendeletet, így a szerzetesrendek újra működhettek. A domonkos rendnek dr. Dóczy Zsigmond OP vezetésével sikerült újra felállítani a budapesti Thököly úti, a soproni és a debreceni rendházakat. 1990. szeptember 1-jén visszatértek Debrecenbe, és az új plébániaépületet rendházzá alakították, majd 1992-ben a belső munkálatokat is befejezték. A magyarországi provinciájában kevés szerzetes működött, ezért 1993-ban lengyel domonkosok érkeztek misszióba. A plébánia lelkipásztori területéhez tartozik a város egyik legnagyobb lakótelepe az 1970-es években kiépült Újkert és Sestakert is, ahol szükségessé vált egy új templom építése. A Borbiró téren épült fel a Megtestesülés-templom, melynek alapkövét 1994-ben tették le. Anyagi nehézségek miatt 1996-ban ezt, a még épülőfélben levő templomot a domonkosok átadták az egyházmegyének.
2003-ban a Bem téri telek és a rajta lévő lakóház eladásra került, a befolyó pénzből pedig 2004-ben a jelenlegi templom mellett közösségi- és rendház építését, illetve a Megtestesülés-templomhoz tartozó plébánia épületének építését fedezte a püspökség. A II. János Pál Intézetet és a rendházat 2007. június 24-én áldotta meg Bosák Nándor püspök. Ezek építésekor lebontásra került a templom melletti harangláb.
2011 októberében, az Isteni Irgalmasság konferencia keretében a templom belsejében kiállításra került a Szentek Közössége (Communio Sanctorum) című mozaik azonos méretű terve. Az eredeti, magyar, lengyel és egyetemes szenteket és vértanúkat ábrázoló mozaik Puskás László görög katolikus lelkipásztor alkotása, és a krakkói Isteni Irgalmasság-bazilika magyar kápolnájában található.
A plébánia közössége három hónapig tartó teljes belső felújítási munka után 2020. november 8-án újra birtokba vehette a debreceni Szent László-templomot. A felújításnak köszönhetően új bútorzatot és nagyobb teret kapott a szentély, emellett kőből készült oltár és új Krisztus-kereszt is ékesíti ezentúl a templomot.

## Leírása

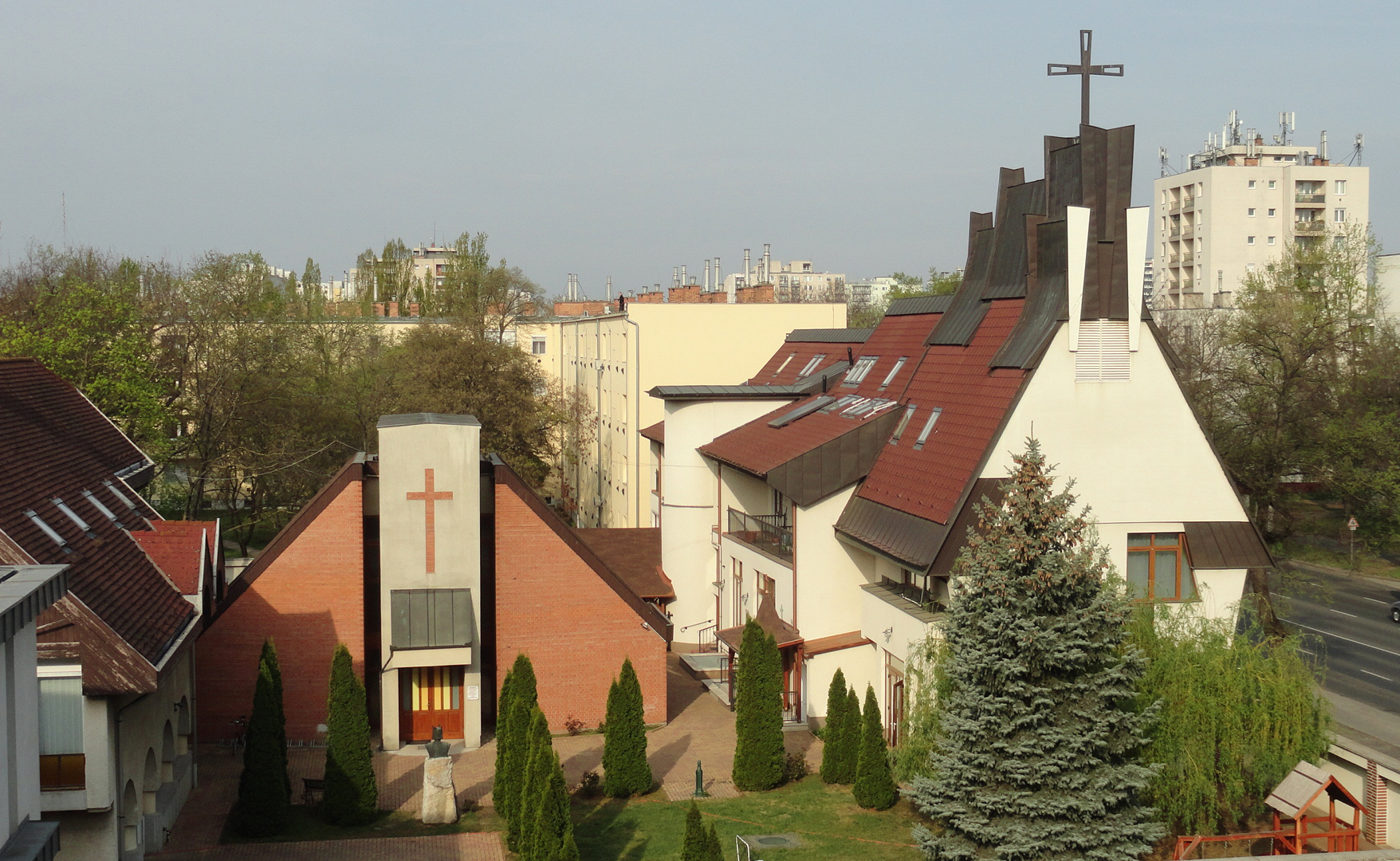
Balról jobbra: a rendház, a templom és a II. János Pál Intézet

A kelet-nyugat tájolású, modern stílusban épült egyhajós templomban a szentély a nyugati oldalon található. Az oltár mögötti falon egy korpusz és egy kör alakú faragvány áll. Utóbbi közepén egy kör alakú, függönnyel letakart üvegajtó található, amely mögött a monstranciát őrzik. A korpusz jobb oldalán áll a Bánszki Tamás festette, Szent Lászlót ábrázoló oltárkép. A szentéllyel szemben, a bejárat fölötti karzaton áll az orgona. A hajó belső falain, két oldalt Nagy Ferenc készítette fa domborművek láthatóak, amelyek a keresztút stációit ábrázolják. A korpusztól jobbra áll egy bemélyedés a hajóban, ahol egy Mária-oltár került kialakításra. 
A telken, a templom két oldalán áll a II. János Pál Intézet és a domonkosok rendháza is, illetve a templom bejáratával szemben található Szent László mellszobra.
A belső udvaron, a II. János Pál Intézet falán 2008 áprilisában felavatták a néhai pápa domborműves emléktábláját, amelyet Kövér József alkotott. Az intézet megnyitásakor Juha Richárd szobrászművész egy kis Szent László-szobrot és egy Boldog Salkaházi Sárát ábrázoló mellszobrot adományozott a rendnek.

### Orgona
Orgonáját 2011. május 7-én szentelte fel Bosák Nándor, a Debrecen-Nyíregyházi egyházmegye püspöke. A 12 regiszteres hangszer Németországból származik.

## Papjai és szerzetesei
| 1942-1950: - Plébánosok: - P. Juhász László OP (1942–1944) - Sütő Albert OP (1944–1950) 1950-1990 (Szeged-Csanádi egyházmegye): - Plébánosok: - Bodnár János - Virágh János - Dr. Balogh Imre - Dr. Regős Gyula - Marosi János 1990-től (domonkosok visszatérése): - Plébánosok: - Szakács Raymund OP - Mészáros Domonkos OP - Antalóczi Márton OP - Dióssi Kornél OP - Górski Jacek OP - Barna Máté OP - Köbli Tamás OP | Itt szolgáló atyák: - Bejci Tibor OP - Kostecki Andrzej OP - Leszkovszky Pál OP - Major Piusz OP - Szabó Bertalan OP - Tokodi László OP - Wysokiński Ireneusz OP Testvérek: - Dezse Péter - Pápai József - Jozef Zummer - Dr. Héjja Anna Margit OP szerzetesnővér (1996. január–1998. július) |